# Samerey
Samerey é uma comuna francesa na região administrativa da Borgonha-Franco-Condado, no departamento de Côte-d'Or. Estende-se por uma área de 7,09 km². Em 2010 a comuna tinha 152 habitantes (densidade: 21,4 hab./km²).